# Psyllopsis fraxini
Psyllopsis fraxini är en insektsart som först beskrevs av Linnt 1758.  Psyllopsis fraxini ingår i släktet Psyllopsis och familjen rundbladloppor. Enligt den finländska rödlistan är arten nära hotad i Finland. Arten är reproducerande i Sverige. Artens livsmiljö är lundskogar. Inga underarter finns listade i Catalogue of Life.

## Bildgalleri

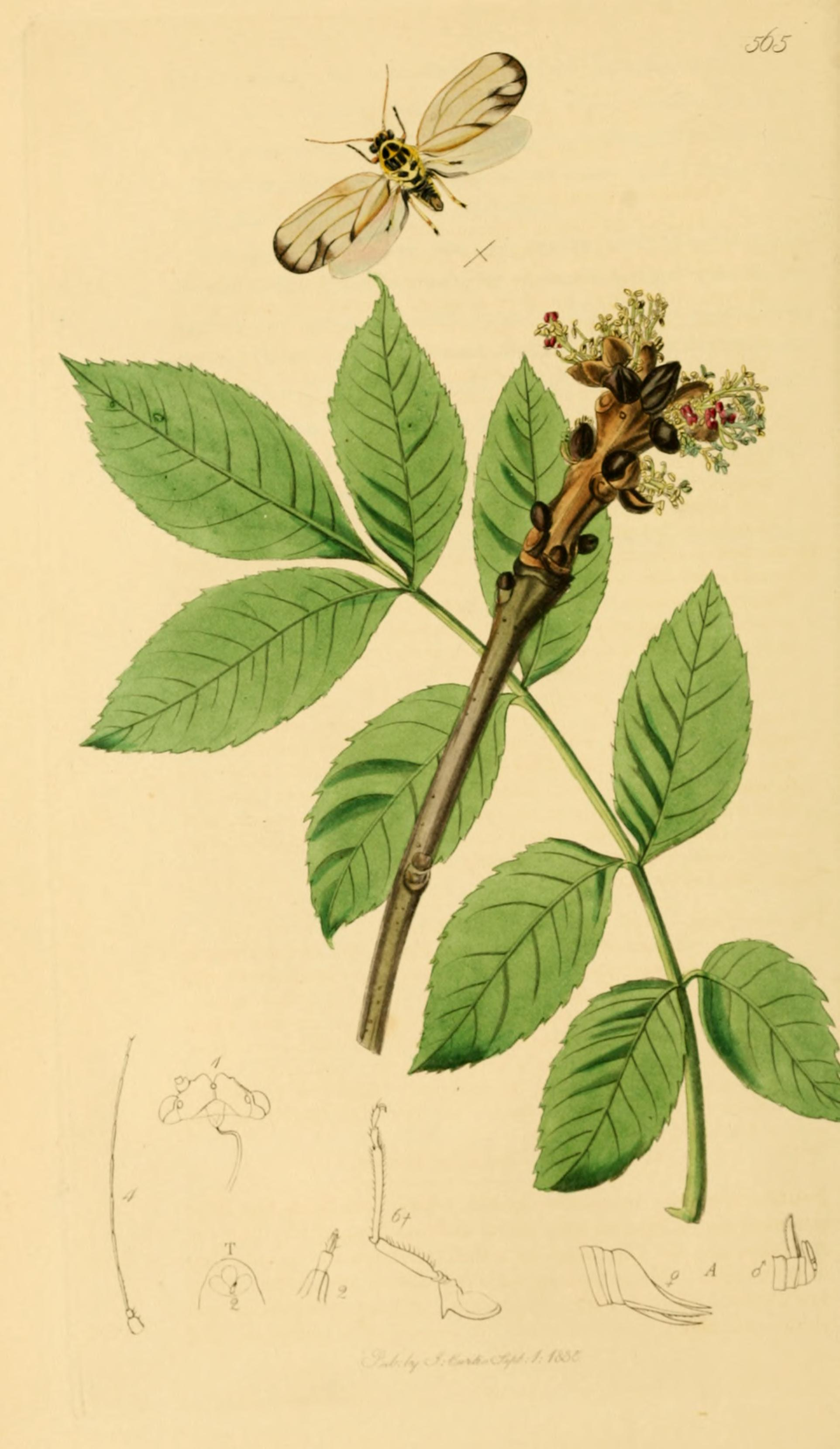
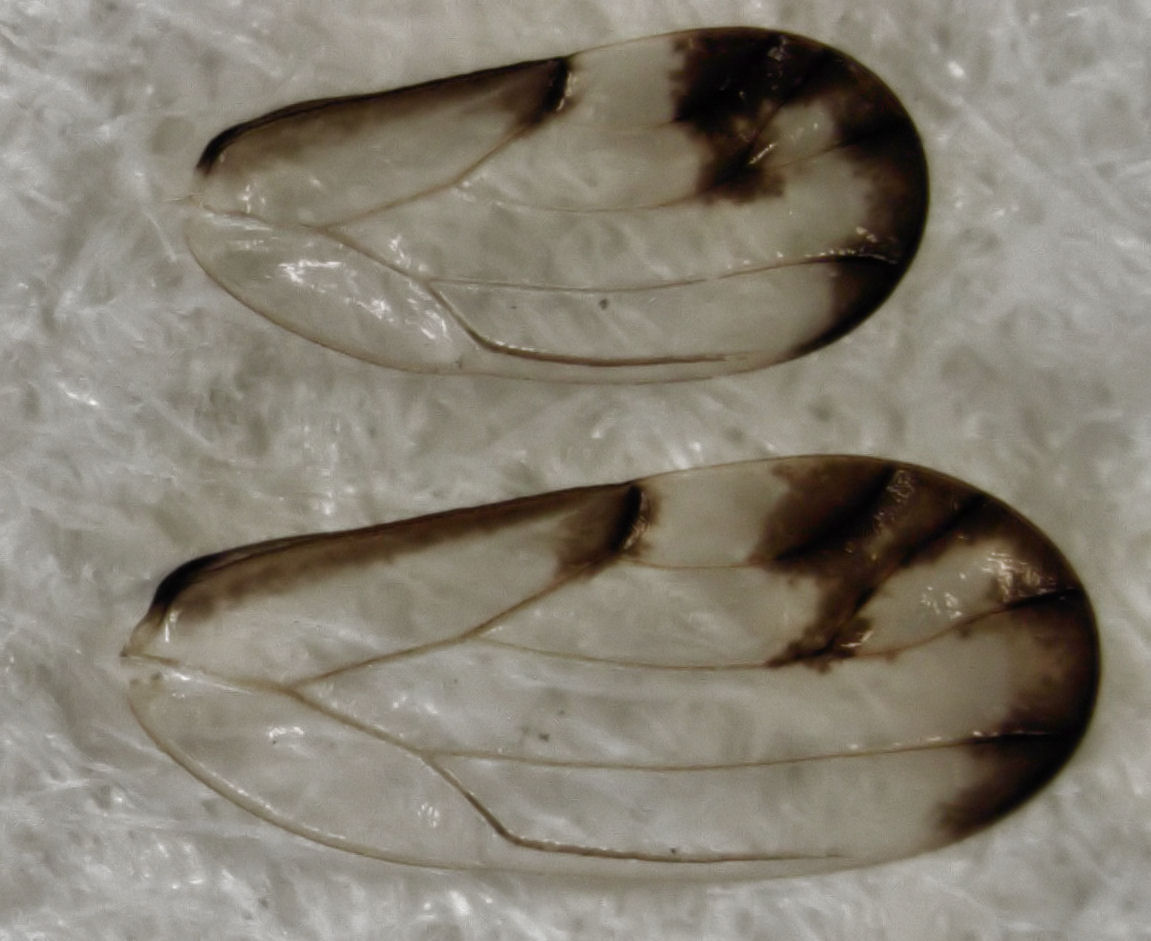
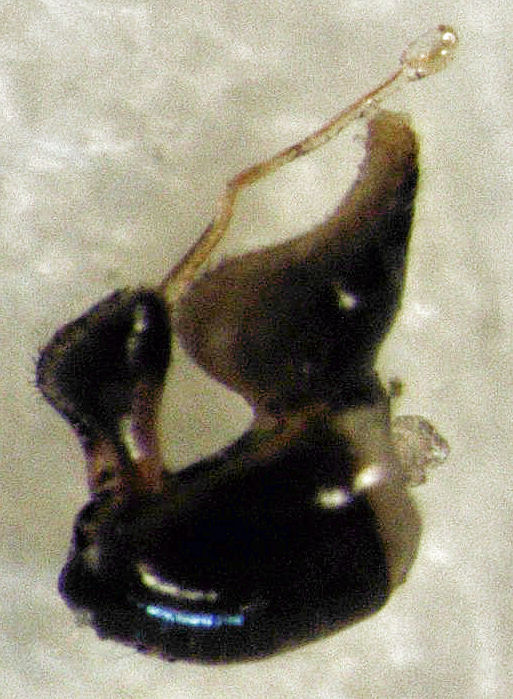
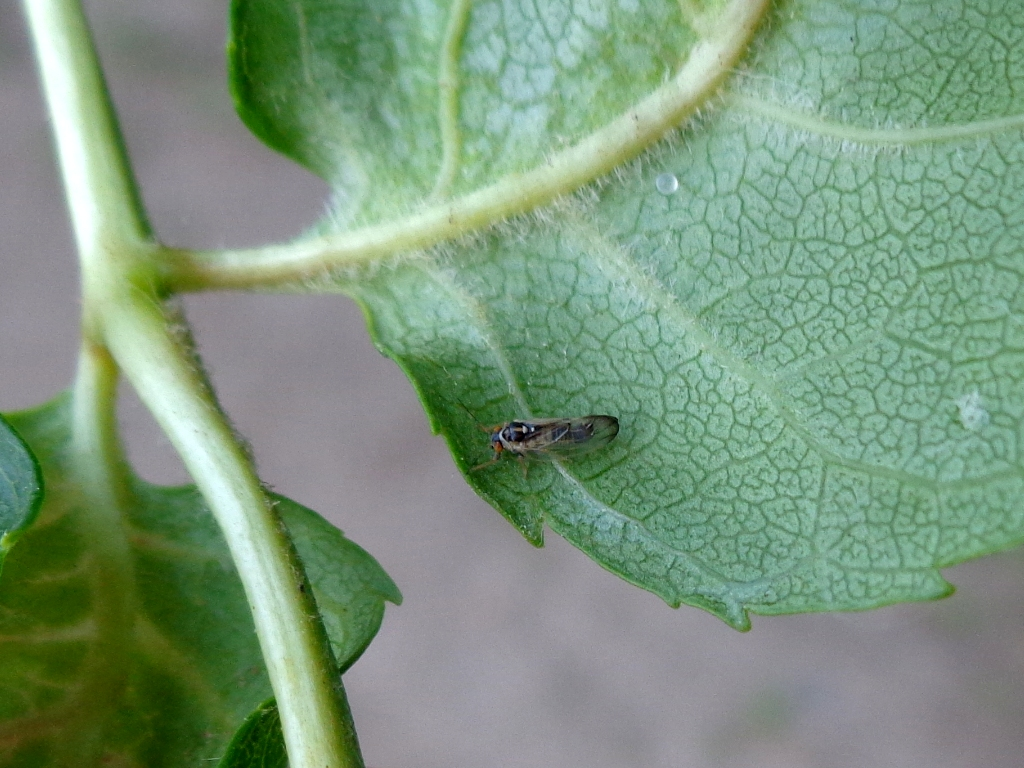
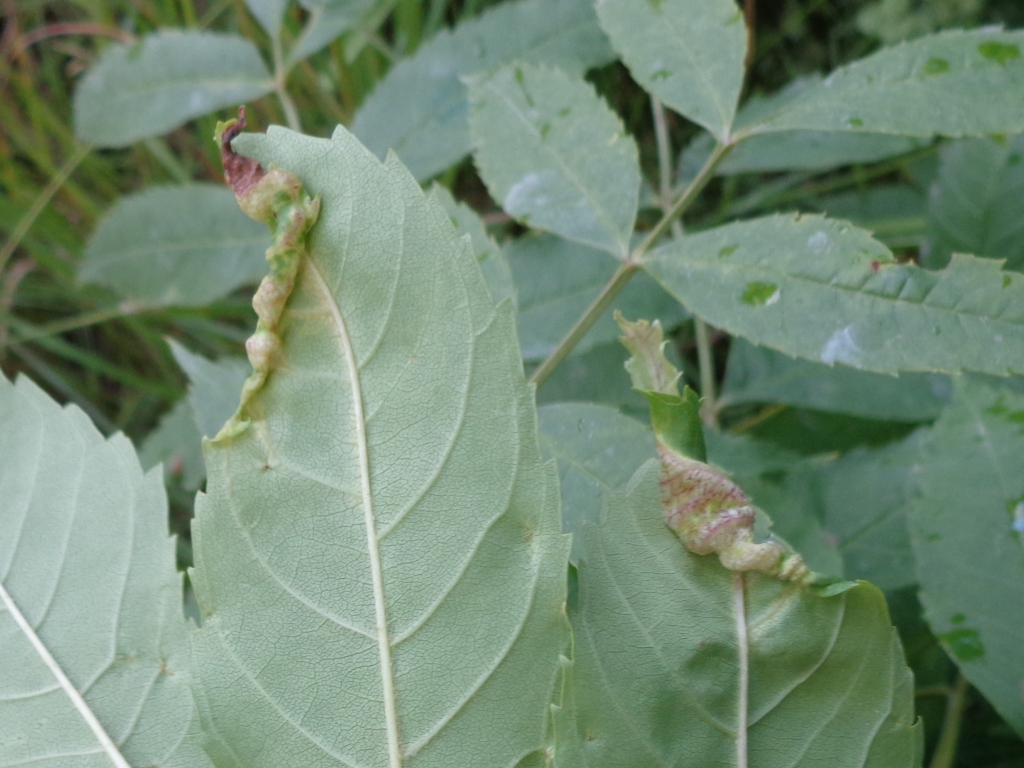
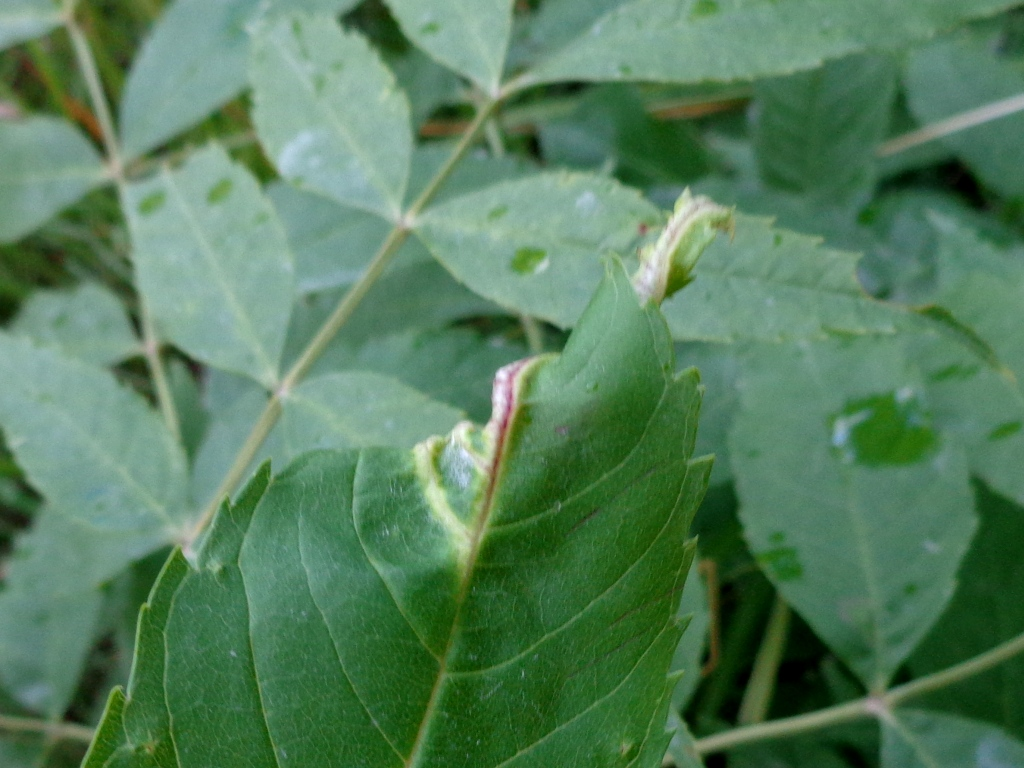